# Cmentarz wojenny nr 71 – Łosie
Cmentarz wojenny nr 71 – Łosie – zabytkowy cmentarz z I wojny światowej zaprojektowany przez Hansa Mayra, znajdujący się we wsi Łosie województwie małopolskim, w powiecie gorlickim, w gminie Ropa. Jeden z ponad 400 zachodniogalicyjskich cmentarzy wojennych zbudowanych przez Oddział Grobów Wojennych C. i K. Komendantury Wojskowej w Krakowie.
Cmentarz znajduje się na cmentarzu parafialnym. Zachowany jest w bardzo dobrym stanie. Ma kształt zbliżony do kwadratu, zajmuje powierzchnię około 207 m². Otoczony jest współcześnie zbudowanym ogrodzeniem kamienno drewnianym.
Znajduje się na nim 57 grobów pojedynczych oraz 5 zbiorowych. Pochowano w nich 72 żołnierzy poległych w 1914 oraz do maja 1915 roku:
- 9 żołnierzy rosyjskich z m.in. 244 Krasnostawskiego Pułku Piechoty, 296 Griazowieckiego Pułku Piechoty
- 63 żołnierzy austro-węgierskich z 1 IR, 9 IR, 18 IR, 19 IR, 21 IR, 24 IR, 28 IR, 36 IR, 38 IR, 47 IR, 56 IR, 85 IR, 87 IR, 98 IR, 2 HIR, 3 HIR, 4 HIR, 10 LIR, 11 LIR, 26 LIR, 33 LIR, 36 LIR, 2 Pułk Ułanów Austro-Węgier.

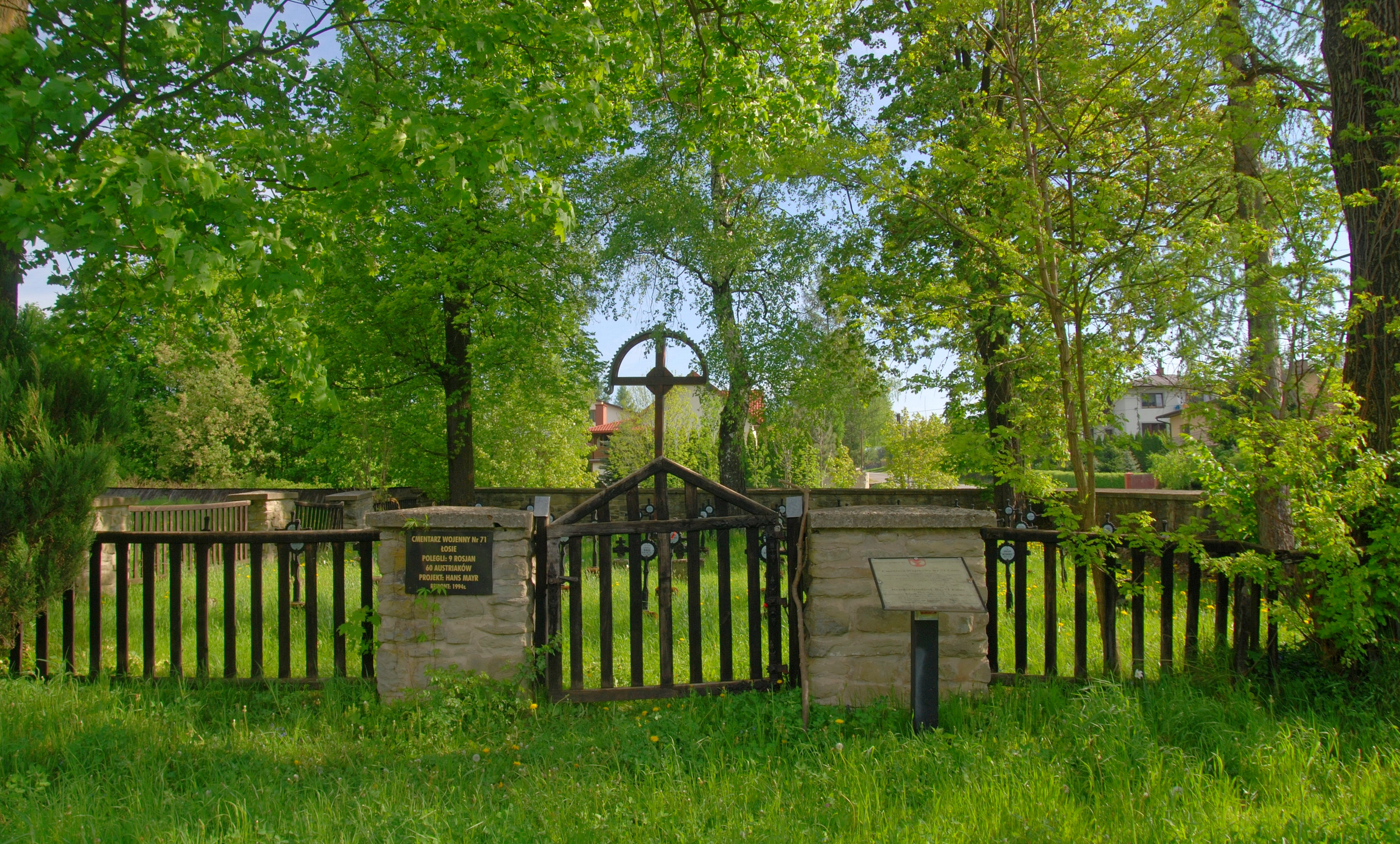
Widok ogólny
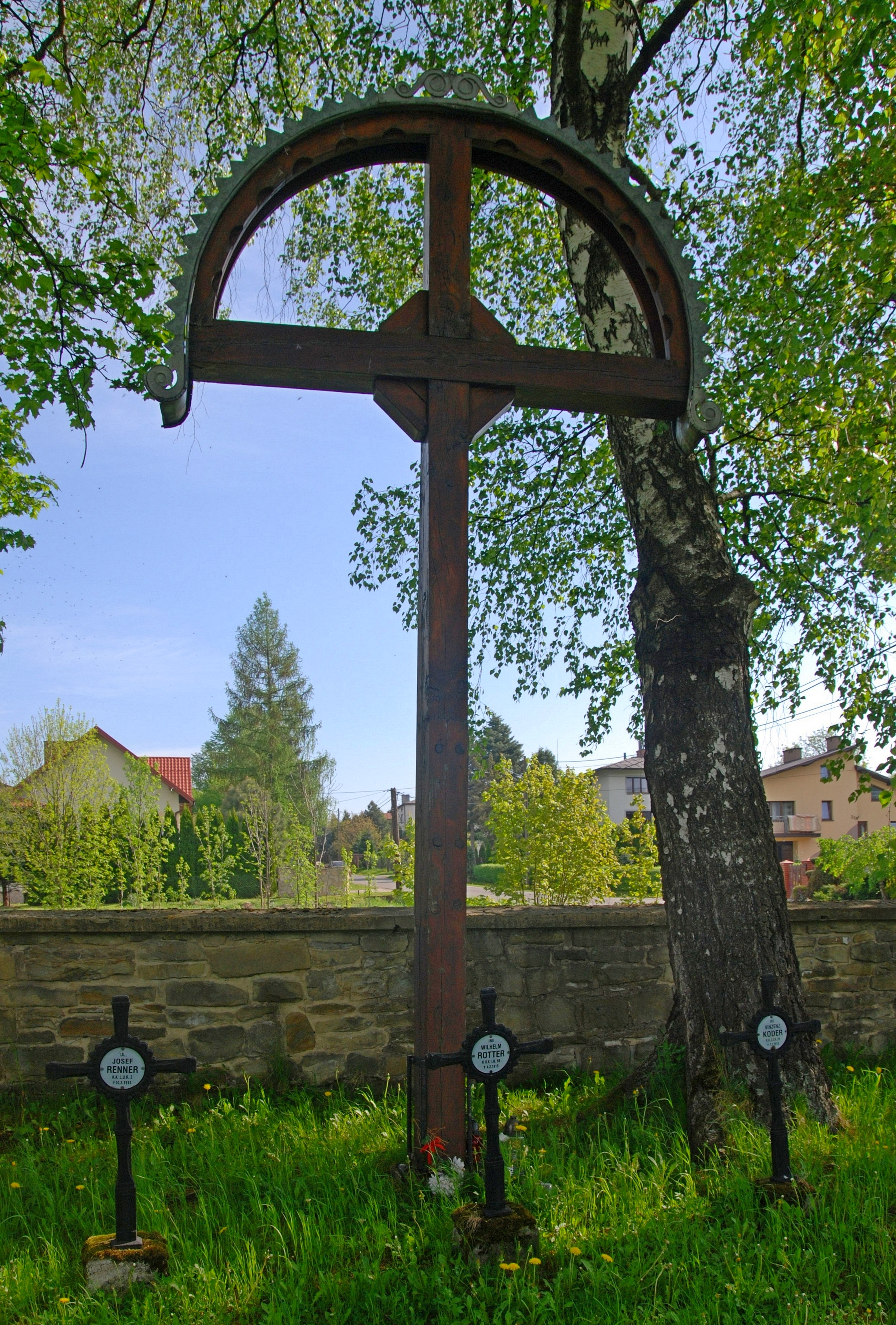
Krzyż główny
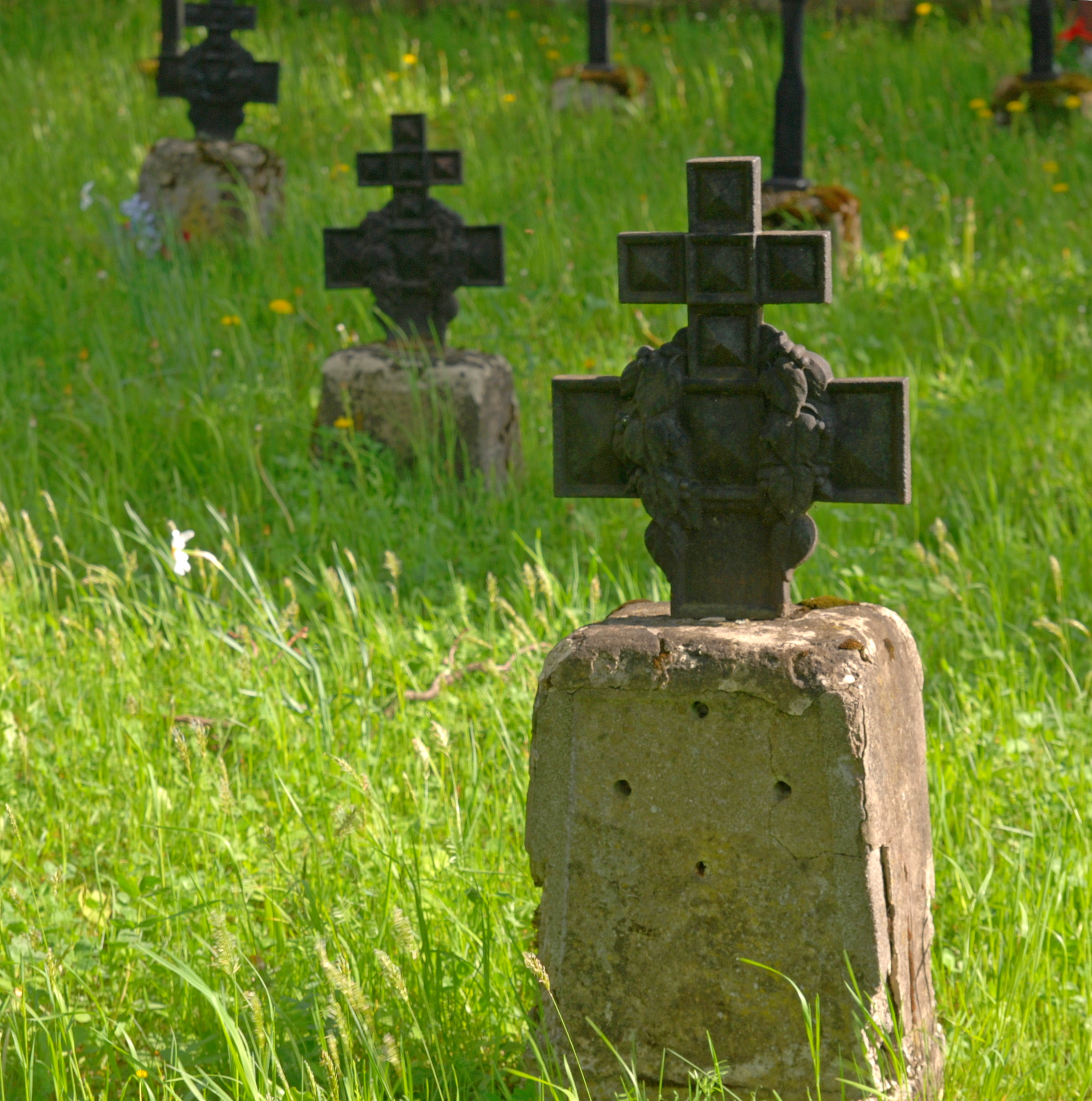
Małe krzyże rosyjskie

Roman Frodyma podaje, że przed wejściem do cmentarza znajdowały się mogiły żołnierzy zmarłych na cholerę, obecnie zrównane z ziemią.